# Joseph Gargitter
Joseph Gargitter (Luson, 27 gennaio 1917 – Bolzano, 17 luglio 1991) è stato un vescovo cattolico italiano.

## Biografia

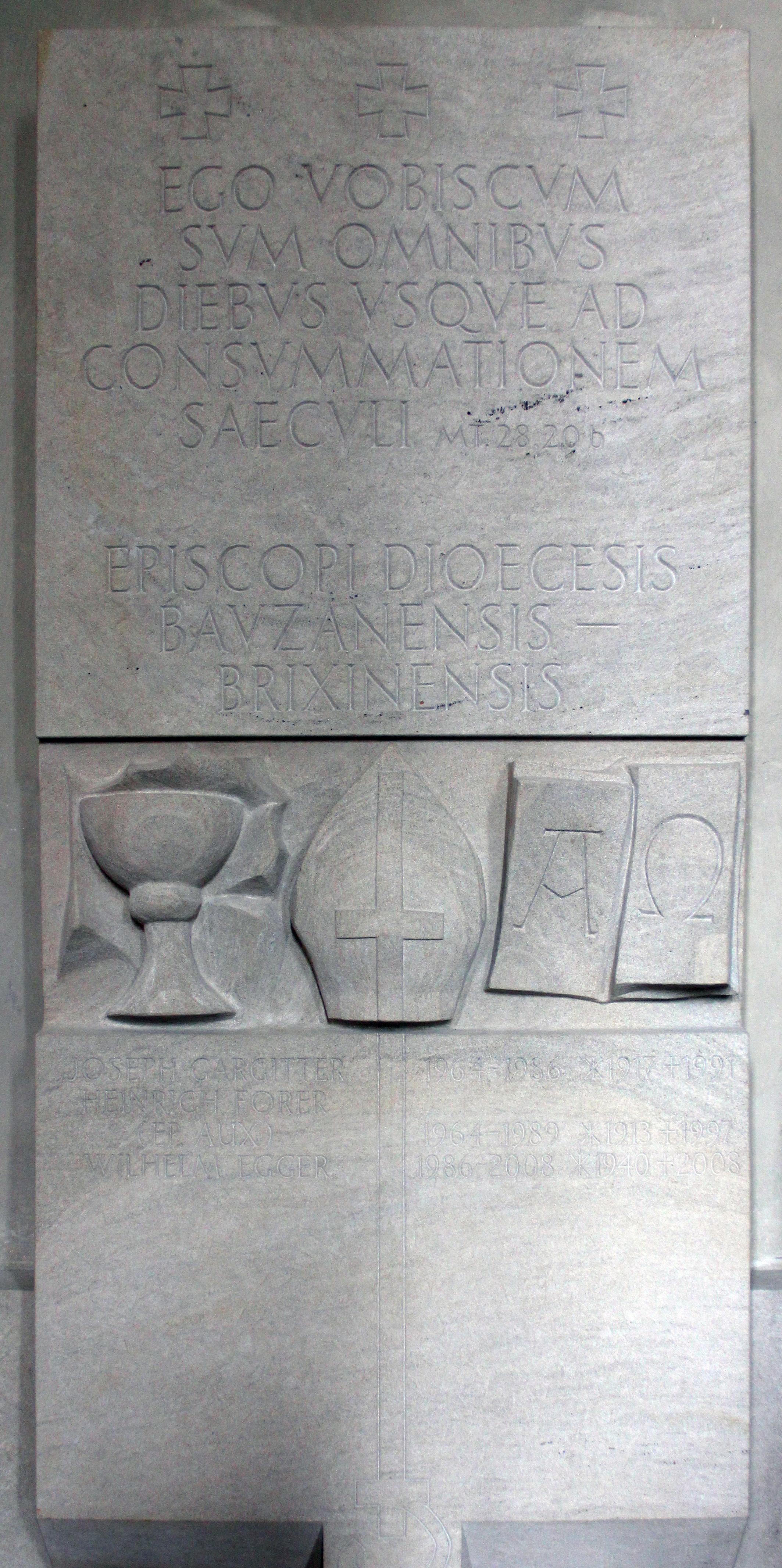
Memoriale nel duomo di Bolzano

Studiò dapprima presso il "Seminario minore Vinzentinum" di Bressanone e tra il 1934 e 1936 presso la scuola statale in lingua italiana.
Dal 1936 al 1944 proseguì gli studi a Roma alla Pontificia Università Gregoriana, risiedendo presso il Pontificio Collegium Germanicum. Dal 1950 fu professore di teologia dogmatica al "Seminario maggiore" di Bressanone.
Ricevette l'ordinazione sacerdotale a Roma il 25 ottobre 1942. Nel 1952 papa Pio XII lo nominò vescovo della diocesi di Bressanone, dove succedette a Johannes Baptist Geisler. La consacrazione episcopale avvenne il 18 maggio 1952 nella cattedrale di Bressanone, consacrante il cardinale Adeodato Piazza. Fu il primo vescovo della diocesi di Bolzano-Bressanone: nel 1964 vennero infatti ridefiniti i confini diocesani, che per le sedi di Trento e Bolzano-Bressanone coincideranno ora con i confini delle rispettive province.
Tra il 1961 e il 1963 fu amministratore apostolico dell'arcidiocesi di Trento, fino alla nomina del nuovo arcivescovo, Alessandro Maria Gottardi.
Nel 1960, Gargitter si posizionò in una lettera pastorale in modo inequivocabile contro il terrorismo sudtirolese che stava accompagnando la soluzione dell'ancora irrisolta questione dell'Alto Adige, non senza però condannare allo stesso modo i metodi di polizia repressivi, applicati dal ministro degli interni Mario Scelba dopo la Notte dei fuochi.
Nel 1965 aprì la redazione del periodico Il Segno.
Per motivi di salute nel 1986 inviò a papa Giovanni Paolo II la richiesta di dimissioni, che viene accettata.
Morì a Bolzano nel 1991. I solenni funerali vennero celebrati dal successore Wilhelm Egger che nel 1986 aveva ricevuto dal vescovo Gargitter l'ordinazione episcopale.
È sepolto nella cattedrale di Bressanone.

## Genealogia episcopale e successione apostolica
La genealogia episcopale è:
- Cardinale Scipione Rebiba
- Cardinale Giulio Antonio Santori
- Cardinale Girolamo Bernerio, O.P.
- Arcivescovo Galeazzo Sanvitale
- Cardinale Ludovico Ludovisi
- Cardinale Luigi Caetani
- Cardinale Ulderico Carpegna
- Cardinale Paluzzo Paluzzi Altieri degli Albertoni
- Papa Benedetto XIII
- Papa Benedetto XIV
- Cardinale Enrico Enriquez
- Arcivescovo Manuel Quintano Bonifaz
- Cardinale Buenaventura Córdoba Espinosa de la Cerda
- Cardinale Giuseppe Maria Doria Pamphilj
- Papa Pio VIII
- Papa Pio IX
- Cardinale Alessandro Franchi
- Cardinale Giovanni Simeoni
- Cardinale Antonio Agliardi
- Cardinale Basilio Pompilj
- Cardinale Adeodato Piazza, O.C.D.
- Vescovo Joseph Gargitter

La successione apostolica è:
- Vescovo Jacinto (Giacinto) Eccher, O.F.M. (1962)
- Vescovo Karl (Charles) Reiterer, M.H.M. (1967)
- Vescovo Wilhelm Egger, O.F.M.Cap. (1986)

## Nei media
- Il vescovo appare come personaggio nella miniserie televisiva Le ali della vita, interpretato da Carlo Reali.